# Cesar (Portugal)
Cesar es una freguesia portuguesa del concelho de Oliveira de Azeméis, con 6,56 km² de superficie y 3288 habitantes (2001). Su densidad de población es de 501,2 hab/km².

## Galería

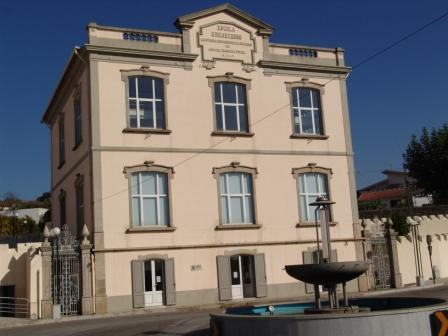
Sede de la Junta de Freguesia - Centro Cívico Justino Portal (1914)